# لوتشيانو باجلياريني
لوتشيانو باجلياريني (بالبرتغالية: Luciano Pagliarini) مواليد 18 أبريل 1978 في البرازيل، هو دراج برازيلي سابق في صنف سباق الدراجات على الطريق وعلى المضمار. سبق أن شارك في دورة الألعاب الأولمبية الصيفية.

## وصلات خارجية
- الموقع الرسمي

## روابط خارجية
- لوتشيانو باجلياريني على موقع الاتحاد الدولي للدراجات (الإنجليزية)
- لوتشيانو باجلياريني على موقع أرشيف الدراجات (الإنجليزية)
- لوتشيانو باجلياريني على موقع نسبة الدراجات (الإنجليزية)
- لوتشيانو باجلياريني على موقع CycleBase (الإنجليزية)
- لوتشيانو باجلياريني على موقع أوليمبيديا (الإنجليزية)